# 中村元治

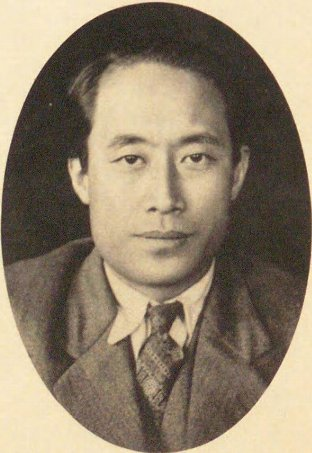
中村元治

中村 元治（なかむら もとはる、1899年（明治32年）12月3日 - 1982年（昭和57年）9月1日）は、日本の内務・警察官僚。官選大分県知事、陸軍司政長官。

## 経歴
神奈川県出身。岩本幸八の六男として生まれ、中村元智の養子となる。第一高等学校を卒業。1923年12月、高等試験行政科試験に合格。1924年、東京帝国大学法学部法律学科（独法）を卒業。内務省に入省し群馬県属となる。
以後、群馬県社会課長、愛知県工場監督官、山梨県勤務、埼玉県地方課長、京都府勤務、青森県経済部長、広島県学務部長、福井県書記官・警察部長、和歌山県書記官・警察部長、新潟県書記官・警察部長などを歴任。1942年8月、陸軍司政長官に任じられ第16軍軍政部付のジャワ島パティ州長官を1944年9月まで務めた。
1944年10月、大分県知事に就任。空襲の対策、戦後の治安維持などに尽力した。1945年10月27日、知事を依願免本官となり退官。その後、公職追放となる。
その後、東京都中小企業団体中央会常任理事、全日本火災共済協同組合連合会会長などを務めた。

## 栄典
勲章
- 1943年（昭和18年）10月9日  - 勲三等瑞宝章[7]